# الیسا اسلاتکین
الیسا بلر اسلاتکین (زاده ۱۰ ژوئیه ۱۹۷۶) یک سیاستمدار آمریکایی است که از سال ۲۰۱۹ به عنوان نماینده ایالات متحده در حوزه هفتم کنگره میشیگان خدمت می‌کند این منطقه که از سال ۲۰۱۹ تا ۲۰۲۳ به عنوان هشتمین منطقه شماره گذاری شده است، از لنسینگ تا حومه شمالی دیترویت امتداد دارد. اسلاتکین که یکی از اعضای حزب دموکرات است، قبلاً تحلیلگر آژانس اطلاعات مرکزی (سیا) و مقام وزارت دفاع بود.
اسلاتکین در ۱۰ ژوئیه ۱۹۷۶ در شهر نیویورک، دختر کرت اسلاتکین و جودیت (با نام مستعار اسپیتز) اسلاتکین به دنیا آمد. او یهودی است.